# Universidade Agostinho Neto
Die Universidade Agostinho Neto (UAN) ist  die erste Universität, die in Angola nach der Erreichung der Unabhängigkeit im Jahre 1975 gegründet wurde. Sie umfasste zunächst die staatlichen Hochschulinstitutionen im gesamten Land, wurde jedoch 2008/2009 auf Luanda und die Nachbarprovinz Bengo eingeschränkt. Heute ist sie die größte unter den über zwanzig öffentlichen und privaten Universitäten Angolas. Der 20,23 km² große Campus befindet sich in Talatona.

## Geschichte
Das Hochschulwesen wurde in Angola im Jahre 1962 eingeführt, also zu Beginn der spätkolonialen Phase. Damals wurden durch den portugiesischen Kolonialstaat in Luanda die Estudos Gerais Universitários de Angola („Allgemeine Universitätsstudien Angolas“) gegründet, die nur wenige Fachrichtungen aufwiesen. 1968 wurden diese in eine „Universidade de Luanda“ umgewandelt, die in Luanda selbst über eine wirtschaftswissenschaftliche und eine medizinische Fakultät verfügte, außerdem in Huambo (damals Nova Lisboa) über eine Fakultät für Agronomie und Forstwirtschaft. Inzwischen hatte die Römisch-katholische Kirche die Erlaubnis erhalten, ihrer Fachschule „Instituto Pio XII de Educação e Serviço Social“ (Institut Pius XII. für Erziehung und Sozialarbeit) in Luanda ein Hochschulstudium für Sozialarbeit hinzuzufügen. Nachdem Angola Ende 1975 die Unabhängigkeit erreicht hatte, wurde die „Universidade de Luanda“ Ende 1976 unter der Bezeichnung „Universidade de Angola“ wieder in Betrieb genommen und 1985 in „Universidade Agostinho Neto“ umbenannt, zu Ehren von Agostinho Neto, dem ersten Staatspräsidenten Angolas und Ehrenrektor der Universität. Zu dieser Zeit unterhielt sie neben dem Hauptcampus in Luanda zwei Dependencen, in Lubango und in Huambo.
In den 1970er/1980er Jahren konzentrierte sich die – damals noch nicht so genannte – UAN zunächst auf die Ausbildung von Sekundarschullehrern; zu diesem Zweck errichtete sie in Luanda und in weiteren Städten ISCEDs (Institutos Superiores de Ciências da Educação, Hochschulinstitute für Erziehungswissenschaft). Daneben führte sie die bereits existierenden Fakultäten fort und fügte ihnen schrittweise weitere hinzu. Diese wurden in der Hauptstadt und in mehreren Provinzhauptstädten angesiedelt. Ende der 2000er Jahre umfasste die UAN rund 40 über das Land verstreute Fakultäten und andere Institute. Im Jahre 1997 wurden Rektor und Dekane zum ersten Mal in demokratischen Wahlen bestimmt, womit eine neue Phase akademischer Selbstverwaltung begann.

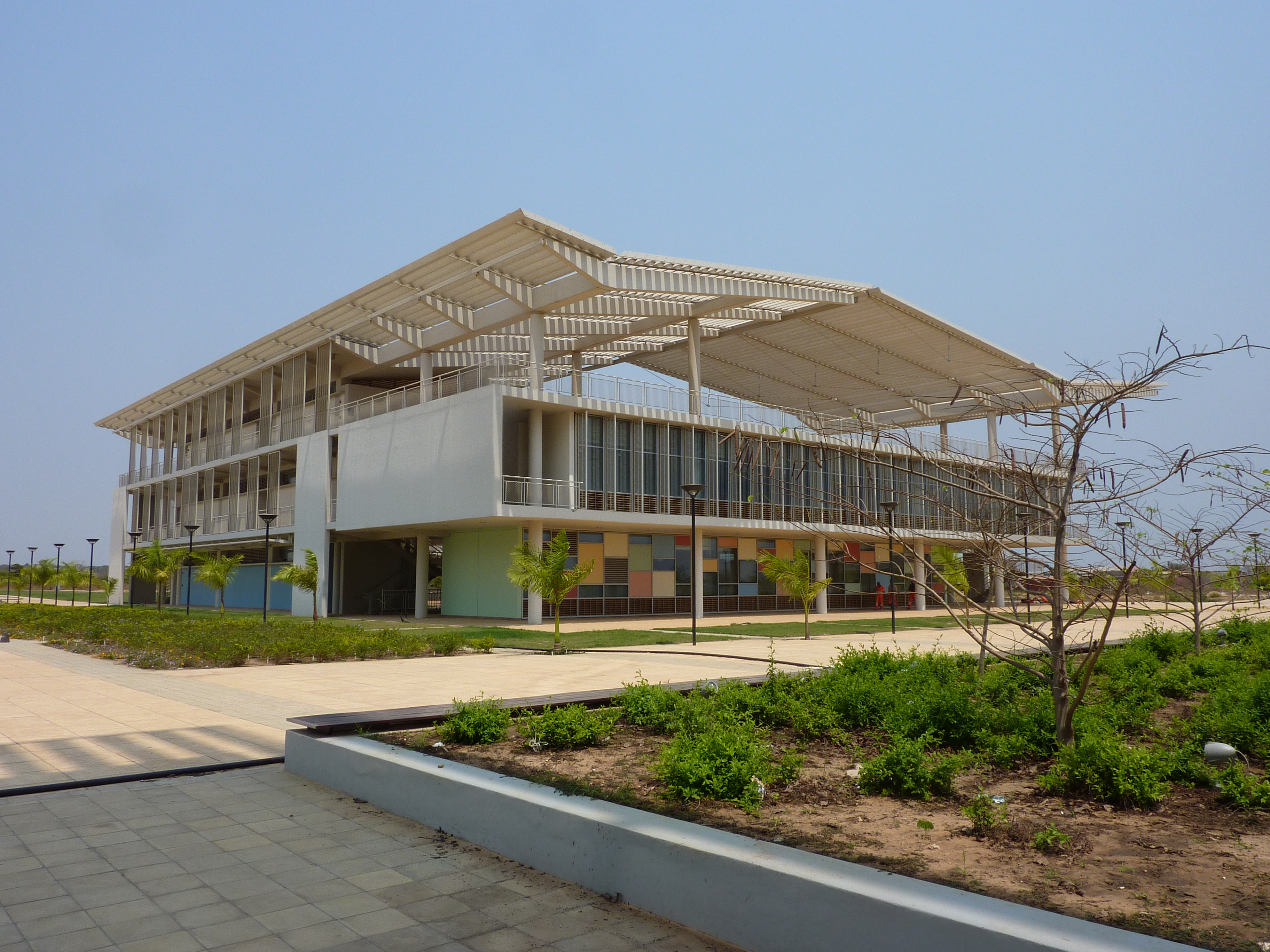
Der Hauptsitz Campus, genannt Universitätsstadt von Camama, in der Gemeinde Talatona, Angola.

In der Folgezeit wurde aber immer offensichtlicher, dass eine institutionelle Konstruktion dieser geografischen Ausdehnung unweigerlich erhebliche Funktionsprobleme mit sich bringen musste. Man fand 2008/2009 die Lösung, die allumfassende UAN durch insgesamt sieben autonome Regionaluniversitäten zu ersetzen. Diese wurden neben Luanda in sechs Provinzhauptstädten angesiedelt und bekamen jeweils die Verantwortung für weitere Provinzen zugesprochen, in denen sie ebenfalls für die Errichtung von Hochschulinstitutionen zu sorgen haben. So wurde in Benguela die „Universidade Katyavala Bwila“ gegründet, in Cabinda die „Universidade 11 de Novembro“, in Huambo die „Universidade José Eduardo dos Santos“, in Lubango die „Universidade Mandume ya Ntemufayo“, in Malanje die „Universidade Lueij A'Nkonda“ und in Uíge die „Universidade Kimpa Vita“; die „Mutteruniversität“ in Luanda behielt den Namen „Universidade Agostinho Neto“. Diese Dezentralisierung der staatlichen Universität und die gleichzeitige Vermehrung der privaten Universitäten führte dazu, dass ein eigenes Ministerium für Wissenschaft, Forschung und Technologie eingerichtet wurde, wodurch auch die bisherige Rolle des UAN entfiel, Ansprechpartner der Regierung für das gesamte Hochschulwesen zu sein.
In Luanda hat die UAN inzwischen keineswegs mehr das Universitätsmonopol. Bis 2002 gab es neben ihr lediglich noch die Katholische Universität Angolas (Universidade Católica de Angola, UCAN). Seither gibt es in der Stadt außer der UCAN noch etwa ein Dutzend private Universitäten, die untereinander und mit der UAN um eine studentische Nachfrage konkurrieren, deren Wachstum hinter den Erwartungen zurückbleibt.

## Struktur
Gegenwärtig umfasst die UAN folgende Einheiten, mit Ausnahme der letztgenannten alle in Luanda:
- Faculdade de Arquitectura e Belas Artes (Architektur und Bildende Kunst)
- Faculdade de Ciências (Naturwissenschaften)
- Faculdade de Ciências Sociais (Sozialwissenschaften)
- Faculdade de Direito (Rechtswissenschaft)
- Faculdade de Economia (Wirtschaftswissenschaft)
- Faculdade de Engenharia (Ingenieurwissenschaften)
- Faculdade de Letras (Geisteswissenschaften)
- Faculdade de Medicina (Medizin)
- Instituto Superior de Ciências da Saúde (Gesundheitswissenschaften: für Krankenpfleger)
- Escola Superior de Hotelaria e Turismo (Hotelwesen und Tourismus)
- Instituto Superior de Ciências de Educação, Luanda, Lubango, Benguela, Huambo, Cabinda und Uíge (Erziehungswissenschaft)
- Instituto Superior Politécnico, Viana (Polytechnikum)

Im Zusammenhang mit dem Bau eines eigenen Campus (s. u.) ist gegenwärtig eine teilweise Umstrukturierung geplant. Außerdem sollen alle Fakultäten Studiengänge für weiterführende Studien (Magister, Promotion) einrichten.

## Infrastruktur
Bisher sind die Einrichtungen der UAN in verschiedenen Gebäudekomplexen untergebracht, die z. T. wenig funktional sind und insgesamt der ständig wachsenden Studenten-, Dozenten- und Angestelltenzahl in keiner Weise mehr entsprechen. Seit Anfang der 2000er Jahre ist deswegen im Stadtviertel Kilamba Kiaxi, im Süden Luandas, eine "Cidade Universitária" („Universitätsstadt“) im Bau. Es handelt sich dabei um ein sehr ausgedehnten Campus, der bis 2012 alle Lehr-, Forschungs- und Verwaltungseinheiten der UAN aufnehmen soll. Außerdem sieht er Wohnheime für Studenten sowie Wohnungen bzw. Häuser für Angehörige des Lehrkörpers vor. Die Kapazitäten des Campus sind auf eine Gesamtzahl von 40.000 Studenten angelegt.

## Finanzierung
Die UAN wird fast vollständig aus dem Staatshaushalt und durch Zuwendungen staatlicher Unternehmen (in erster Linie der Sonangol) finanziert. Studiengebühren werden im Allgemeinen nicht erhoben, mit Ausnahme von Studiengängen, die abends stattfinden und Studenten vorbehalten sind, die beruflich tätig sind.